# Beckenham
Beckenham är en före detta stad i Kent numera förort till London belägen i London Borough of Bromley.
Beckenham blev på 1880-talet en snabbt växande villaförstad till London.